# Hastings (Míchigan)
Hastings es una ciudad ubicada en el condado de Barry en el estado estadounidense de Míchigan. En el Censo de 2010 tenía una población de 7350 habitantes y una densidad poblacional de 0,54 personas por km².

## Geografía
Hastings se encuentra ubicada en las coordenadas 42°39′1″N 85°17′18″O / 42.65028, -85.28833. Según la Oficina del Censo de los Estados Unidos, Hastings tiene una superficie total de 13651.83 km², de la cual 13454.92 km² corresponden a tierra firme y (1.44%) 196.84 km² es agua.

## Demografía
Según el censo de 2010, había 7350 personas residiendo en Hastings. La densidad de población era de 0,54 hab./km². De los 7350 habitantes, Hastings estaba compuesto por el 96.86% blancos, el 0.54% eran afroamericanos, el 0.56% eran amerindios, el 0.34% eran asiáticos, el 0.03% eran isleños del Pacífico, el 0.5% eran de otras razas y el 1.17% pertenecían a dos o más razas. Del total de la población el 2.72% eran hispanos o latinos de cualquier raza.